# Cornelis van Spaendonck
Cornelis van Spaendonck, né le 7 décembre 1756 et mort le 22 décembre 1839 à Paris, est un peintre néerlandais originaire de Tilbourg. 

## Biographie

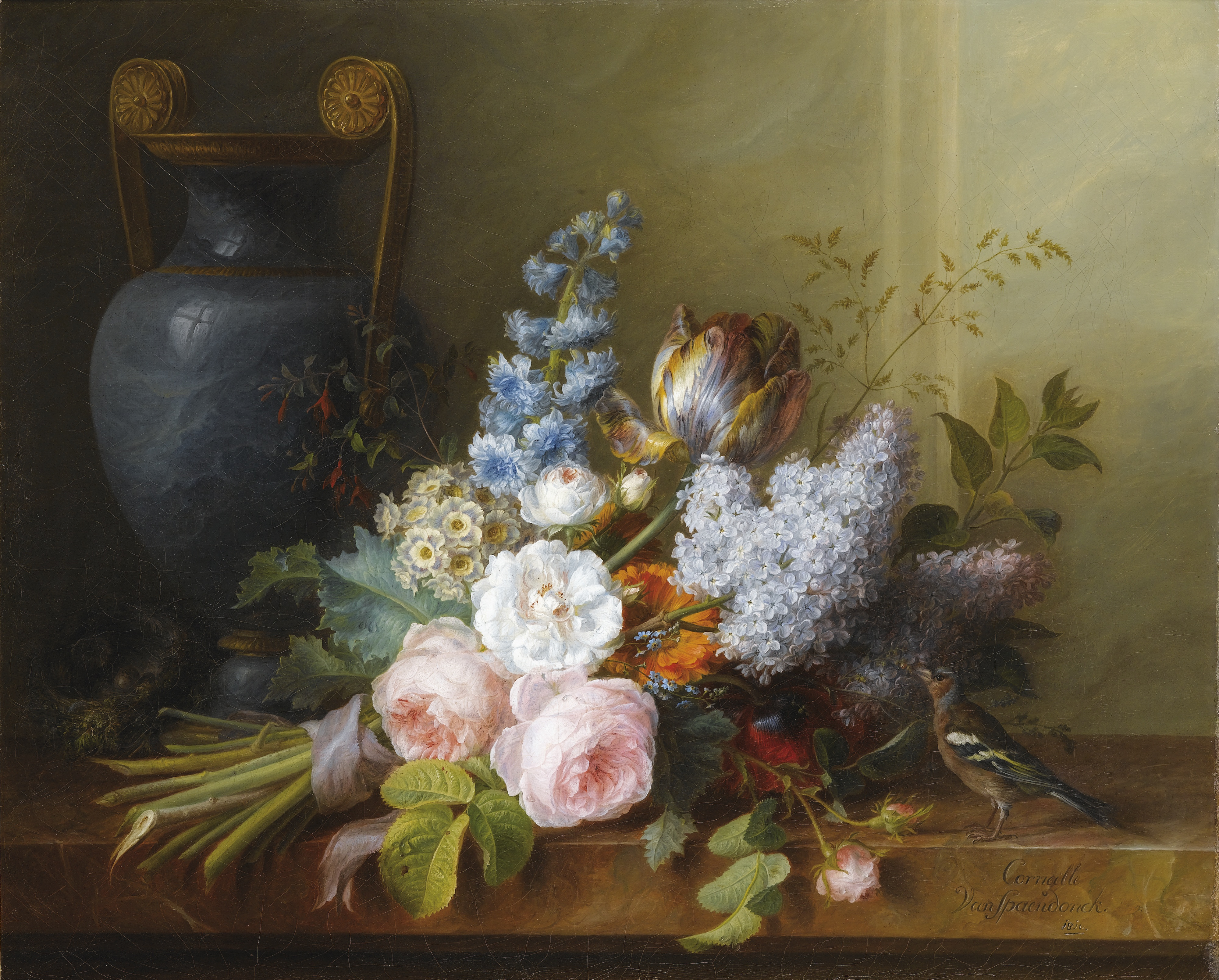
Bouquet de fleurs au nid d'oiseau de Cornelis van Spaendonck

Spaendonck travaille d'abord avec l'artiste Guillaume-Jacques Herreyns (1743-1827) à Anvers puis, en 1773, il s'installe à Paris pour étudier et travailler avec son frère, le peintre de fleurs Gérard van Spaendonck (1746-1822).
En 1789 il devient membre de l'Académie des Beaux Arts.
De 1795 à 1800, Cornelis van Spaendonck dirige la manufacture de porcelaine de Sèvres. En raison des difficultés rencontrées en tant qu'administrateur, il est relevé de son poste de directeur en 1800, mais reste à Sèvres en tant que dessinateur et artiste jusqu'en 1808. 
Il peint tout au long de sa vie et expose ses œuvres dans les salons parisiens jusqu'en 1833. La plupart des œuvres de Spaendonck sont créées avec des huiles et de la gouache, et on se souvient de lui pour ses natures mortes de fleurs. Parmi ses peintures figurent des sujets tels que De Fleurs et fruits, Vase de fleurs, Bouquet de fleurs différentes, Fleurs du jardin, Corbeille Fleurs, et al. 
Au moment de sa mort, il y a 29 tableaux dans son atelier, qui sont dispersés aux enchères en 1840. 